# Ozero Krugloe
Der Ozero Krugloe (englische Transkription von russisch Озеро Круглое Osero Krugloje, deutsch ‚Runder See‘) ist ein See in den Prince Charles Mountains des ostantarktischen Mac-Robertson-Lands. Im nordöstlichen Abschnitt des Loewe-Massivs liegt er nordöstlich des Lake Terrasovoe.
Russische Wissenschaftler benannten ihn deskriptiv nach seiner Form.